# Ethan (Name)
Ethan ist ein männlicher Vorname.

## Herkunft und Bedeutung
Der Name Ethan, hebräisch אֵיתָן ʾēṯān, leitet sich vom Adjektiv אֵיתָן ʾēṯān „ständig fließend“, „fest“, „dauerhaft“ ab, das seinerseits auf die Wurzel יתן jṯn „fortdauernd, fest“ zurückgeht.

## Verbreitung
Bereits in der Bibel wird der Name von mehreren Personen getragen. Noch heute zählt der Name Ethan [ʔɛ̝ˈtan] in Israel zu den beliebtesten Jungennamen. Im Jahr 2020 belegte der Name Rang 12.
Im englischen Sprachraum wurde der Name Ethan [ˈiː.θən] seit der Reformation gelegentlich vergeben. Durch den Freiheitskämpfer Ethan Allen wurde er in den USA bekannt. Erst gegen Ende des 20. Jahrhunderts wurde er beliebt. In den USA tauchte er gegen Ende des 19. Jahrhunderts gelegentlich unter den 1000 meistgewählten Jungennamen ein. Ab den 1950er Jahren begann der Aufstieg des Namens in den Vornamenscharts. In den 1970er Jahren etablierte er sich als mäßig verbreiteter Vorname. Ende der 1980er Jahre stieg er steil in den Hitlisten auf. Stand er im Jahr 1986 noch auf Rang 332, erreichte er vier Jahre später bereits Rang 58 der Hitliste. Seit 1989 gehört der Name zu den 100 beliebtesten Jungennamen in den Vereinigten Staaten. Zwischen 2002 und 2016 gehörte er zur Top-10 der Vornamenscharts. Im Jahr 2021 belegte er Rang 20. Ein ähnliches Bild zeigt sich in Kanada. Hier stand der Name von 2002 bis 2009 an der Spitze der Vornamenscharts. Auch im Vereinigten Königreich hat sich Ethan unter den beliebtesten Jungennamen etabliert. In Irland gehört der Name seit 1998 zur Top-100 der Vornamenscharts und belegte zuletzt Rang 100 (Stand 2021). In Australien erreichte der Name mit Rang 59 im Jahr 1991 seine erste Platzierung unter den 100 beliebtesten Jungennamen. Von 2002 bis 2017 zählte er zur Top-10 der Vornamenscharts. Zuletzt stand er auf Rang 19 der Hitliste (Stand 2021). In Neuseeland erreichte der Name im Jahr 1990 seine erste Top-100-Platzierung (Rang 47). Als höchste Platzierung erreichte er im Jahr 2004 Rang 5 der Hitliste. Im Jahr 2022 stand er auf Rang 41 der Vornamenscharts.
In Frankreich wurde der Name Ethan [e.tan] bis zur Jahrtausendwende nur ausgesprochen selten vergeben. Im Jahr 1998 tauchte er mit Rang 400 erstmals unter den 500 meistgewählten Jungennamen auf. Mit Rang 93 erreichte er im Jahr 2002 die erste Top-100-Platzierung. Von 2010 bis 2016 zählte er zu den 10 beliebtesten Jungennamen. Zuletzt sank die Popularität des Namens leicht, sodass er im Jahr 2021 Rang 23 der Vornamenscharts belegte. Deutlich seltener wird die Variante Éthan verwendet.
In Belgien zählt Ethan seit 2004 zu den 100 meistgewählten Jungennamen, konnte jedoch nie die Top-10 erreichen. Zuletzt stand er auf Rang 65 der Hitliste (Stand 2021).
Auch in der Schweiz wird der Name regelmäßig vergeben. Seit 2007 zählt er – mit Ausnahme des Jahres 2016 – zu den 100 beliebtesten Jungennamen. Im Jahr 2014 erreichte er mit Rang 55 seine bislang höchste Platzierung. Im Jahr 2021 belegte er Rang 89 der Hitliste.
In Deutschland und Österreich wird der Name nur sehr selten vergeben. In Österreich stand er im Jahr 2021 mit acht neugeborenen Jungen auf Rang 524 der Vornamenscharts. In Deutschland erreichte der Name im Jahr 2022 mit Rang 383 zum ersten Mal die Top-500 der Vornamenscharts.

## Varianten
Der hebräische Name אֵיתָן ʾēṯān wird neben Ethan auch mit Etan, Eitan und Eytan transkribiert.
- Deutsch: Etan
- Französisch: Éthan
- Griechisch: Αιθαν Aithan
- Hebräisch: אֵיתָן ʾēṯān
- Portugiesisch: Etã
- Spanisch: Izan

## Namensträger
- Ethan Allen (1738–1789), US-amerikanischer Freiheitskämpfer
- Ethan Ampadu (* 2000), walisischer Fußballspieler
- Ethan Bear (* 1997), kanadischer Eishockeyspieler
- Ethan Allen Brown (1776–1852), US-amerikanischer Jurist und Politiker
- Ethan Cepuran (* 2000), US-amerikanischer Eisschnellläufer
- Ethan Coen (* 1957), US-amerikanischer Filmregisseur, Drehbuchautor, Filmproduzent und Filmeditor
- Ethan Cohn (* 1979), US-amerikanischer Filmschauspieler
- Ethan Cormont (* 2000), französischer Leichtathlet
- Ethan Cutkosky (* 1999), US-amerikanischer Schauspieler
- Ethan Dampf (* 1994), US-amerikanischer Filmschauspieler
- Ethan Devinatz (* 1959), US-amerikanischer Mathematiker
- Ethan Dizon (* 2002), US-amerikanischer Schauspieler
- Ethan Dreissigacker (* 1991), US-amerikanischer Biathlet und Skilangläufer
- Ethan Embry (* 1978), US-amerikanischer Schauspieler
- Ethan Erhahon (* 2001), schottischer Fußballspieler
- Ethan Eyles (* 2002), australischer Squashspieler
- Ethan Finlay (* 1990), US-amerikanischer Fußballspieler
- Ethan Freeman (* 1959), US-amerikanischer Musicaldarsteller
- Ethan Gold (* 1970), US-amerikanischer Musiker und Filmkomponist
- Ethan Gutmann (* 1958), US-amerikanischer Chinaanalytiker, Menschenrechtsverteidiger, Schriftsteller und Investigativjournalist
- Ethan Hawke (* 1970), US-amerikanischer Schauspieler, Schriftsteller, Filmproduzent und Drehbuchautor
- Ethan Hayter (* 1998), britischer Radsportler
- Ethan A. Hitchcock (1798–1870), General der US-Armee
- Ethan A. Hitchcock (1835–1909), US-amerikanischer Jurist und Politiker
- Ethan Horvath (* 1995), US-amerikanischer Fußballtorwart
- Ethan Iverson (* 1973), US-amerikanischer Jazzmusiker und Musikkritiker
- Ethan Johns (* 1969), britischer Musikproduzent
- Ethan Jolley (* 1997), gibraltarischer Fußballspieler
- Ethan Luck (* 1978), US-amerikanischer Gitarrist
- Ethan Maniquis (* 20. Jh.), US-amerikanischer Filmeditor und Filmregisseur
- Ethan Mitchell (* 1991), neuseeländischer Bahnradsportler
- Ethan Mordden (* 1949), US-amerikanischer Schriftsteller
- Ethan Moreau (* 1975), kanadischer Eishockeyspieler
- Ethan Munck (* 2003), US-amerikanischer Schauspieler
- Ethan Nwaneri (* 2007), englisch-nigerianischer Fußballspieler
- Ethan Peck (* 1986), US-amerikanischer Schauspieler
- Ethan Philion (* um 1990), US-amerikanischer Jazzmusiker
- Ethan Phillips (* 1955), US-amerikanischer Schauspieler und Autor
- Ethan Pinnock (* 1993), englischer Fußballspieler
- Ethan Quinn (* 2004), US-amerikanischer Tennisspieler
- Ethan Ringel (* 1994), US-amerikanischer Automobilrennfahrer
- Ethan Robson (* 1996), englischer Fußballspieler
- Ethan Ross (* 2001), schottischer Fußballspieler
- Ethan Russell (* 1945), US-amerikanischer Fotograf, Autor und Videoregisseur
- Ethan Scheiner (* 1968), US-amerikanischer Politikwissenschaftler
- Ethan M. Shevach (* 1943), US-amerikanischer Immunologe
- Ethan Slater (* 1992), US-amerikanischer Musicaldarsteller und Schauspieler
- Ethan Stiefel (* 1973), US-amerikanischer Balletttänzer
- Ethan Suplee (* 1976), US-amerikanischer Schauspieler
- Ethan Van der Ryn (* 1962), US-amerikanischer Tontechniker
- Ethan Van Sciver (* 1975), US-amerikanischer Comiczeichner
- Ethan Vernon (* 2000), britischer Radrennfahrer
- Ethan Warren (* 1991), australischer Wasserspringer
- Ethan Watters, US-amerikanischer Autor
- Ethan Wayne (* 1962), US-amerikanischer Schauspieler